# Summit Camp
Summit Camp (também denominada de Estação Summit) é uma estação de pesquisa durante todo o ano, localizada mais ou menos a meio do Manto de gelo da Gronelândia, a 3216 metros acima do nível do mar. A população da estação é de 5 habitantes no inverno e 55 pessoas no verão. A estação de pesquisa foi estabelecida em abril de 1989.

## Geografia
O acampamento está localizado a aproximadamente 360 km da costa leste e 500 km da costa oeste da Gronelândia (Saattut e Uummannaq), no Parque Nacional do Nordeste da Gronelândia. A localidade mais próxima é Ittoqqortoormiit a aproximadamente 500 km a és-sudeste da estação.

## Clima
O clima é classificado como polar, sendo altamente variável e duro. No inverno as temperaturas máximas são geralmente -25 °C, sendo as mínimas geralmente -60 °C, raramente excendendo os -40 °C. No verão as temperaturas raramente ficam positivas, sendo as máximas geralmente 0 °C e as temperaturas mínimas são geralmente -20 °C.

Em julho de 2012, imagens de satélite da NASA mostraram que havia um derretimento do Manto de gelo da Gronelândia sem precendentes de quase 97% do gelo da Gronelândia.

Localização da Estação Summit, no Parque Nacional do Nordeste da Gronelândia.

| Dados climáticos para Automatic Weather Station (AWS), Summit Camp, Greenland Ice Sheet | Dados climáticos para Automatic Weather Station (AWS), Summit Camp, Greenland Ice Sheet | Dados climáticos para Automatic Weather Station (AWS), Summit Camp, Greenland Ice Sheet | Dados climáticos para Automatic Weather Station (AWS), Summit Camp, Greenland Ice Sheet | Dados climáticos para Automatic Weather Station (AWS), Summit Camp, Greenland Ice Sheet | Dados climáticos para Automatic Weather Station (AWS), Summit Camp, Greenland Ice Sheet | Dados climáticos para Automatic Weather Station (AWS), Summit Camp, Greenland Ice Sheet | Dados climáticos para Automatic Weather Station (AWS), Summit Camp, Greenland Ice Sheet | Dados climáticos para Automatic Weather Station (AWS), Summit Camp, Greenland Ice Sheet | Dados climáticos para Automatic Weather Station (AWS), Summit Camp, Greenland Ice Sheet | Dados climáticos para Automatic Weather Station (AWS), Summit Camp, Greenland Ice Sheet | Dados climáticos para Automatic Weather Station (AWS), Summit Camp, Greenland Ice Sheet | Dados climáticos para Automatic Weather Station (AWS), Summit Camp, Greenland Ice Sheet | Dados climáticos para Automatic Weather Station (AWS), Summit Camp, Greenland Ice Sheet |
| Mês                                                                                     | Jan                                                                                     | Fev                                                                                     | Mar                                                                                     | Abr                                                                                     | Mai                                                                                     | Jun                                                                                     | Jul                                                                                     | Ago                                                                                     | Set                                                                                     | Out                                                                                     | Nov                                                                                     | Dez                                                                                     | Ano                                                                                     |
| --------------------------------------------------------------------------------------- | --------------------------------------------------------------------------------------- | --------------------------------------------------------------------------------------- | --------------------------------------------------------------------------------------- | --------------------------------------------------------------------------------------- | --------------------------------------------------------------------------------------- | --------------------------------------------------------------------------------------- | --------------------------------------------------------------------------------------- | --------------------------------------------------------------------------------------- | --------------------------------------------------------------------------------------- | --------------------------------------------------------------------------------------- | --------------------------------------------------------------------------------------- | --------------------------------------------------------------------------------------- | --------------------------------------------------------------------------------------- |
| Recorde alta °C (°F)                                                                    | −11.7 (10.9)                                                                            | −11.0 (12.2)                                                                            | −12.8 (9)                                                                               | −1.2 (29.8)                                                                             | −1.4 (29.5)                                                                             | 6.0 (42.8)                                                                              | 2.2 (36)                                                                                | 4.7 (40.5)                                                                              | −2.6 (27.3)                                                                             | −5.5 (22.1)                                                                             | −7.1 (19.2)                                                                             | −13.1 (8.4)                                                                             | 6.0 (42.8)                                                                              |
| Média alta °C (°F)                                                                      | −36 (−33)                                                                               | −38 (−36)                                                                               | −32 (−26)                                                                               | −29 (−20)                                                                               | −19 (−2)                                                                                | −11 (12)                                                                                | −11 (12)                                                                                | −14 (7)                                                                                 | −22 (−8)                                                                                | −28 (−18)                                                                               | −28 (−18)                                                                               | −36 (−33)                                                                               | −25.3 (−13.6)                                                                           |
| Média diária °C (°F)                                                                    | −43 (−45)                                                                               | −42 (−44)                                                                               | −41 (−42)                                                                               | −33 (−27)                                                                               | −23 (−9)                                                                                | −15 (5)                                                                                 | −13 (9)                                                                                 | −16 (3)                                                                                 | −26 (−15)                                                                               | −34 (−29)                                                                               | −36 (−33)                                                                               | −40 (−40)                                                                               | −30.2 (−22.2)                                                                           |
| Média baixa °C (°F)                                                                     | −48 (−54)                                                                               | −46 (−51)                                                                               | −45 (−49)                                                                               | −40 (−40)                                                                               | −30 (−22)                                                                               | −19 (−2)                                                                                | −15 (5)                                                                                 | −21 (−6)                                                                                | −29 (−20)                                                                               | −39 (−38)                                                                               | −42 (−44)                                                                               | −48 (−54)                                                                               | −35.2 (−31.2)                                                                           |
| Recorde baixa °C (°F)                                                                   | −61.2 (−78.2)                                                                           | −63.3 (−81.9)                                                                           | −61.2 (−78.2)                                                                           | −57.3 (−71.1)                                                                           | −47.4 (−53.3)                                                                           | −37.5 (−35.5)                                                                           | −33.0 (−27.4)                                                                           | −39.2 (−38.6)                                                                           | −46.0 (−50.8)                                                                           | −55.4 (−67.7)                                                                           | −60.0 (−76)                                                                             | −63.0 (−81.4)                                                                           | −63.3 (−81.9)                                                                           |
| Fonte:                                                                                  |                                                                                         |                                                                                         |                                                                                         |                                                                                         |                                                                                         |                                                                                         |                                                                                         |                                                                                         |                                                                                         |                                                                                         |                                                                                         |                                                                                         |                                                                                         |

## Transporte
Durante os meses de verão, o acampamento é acessado via Aeroporto de Kangerlussuaq, por um C-130 Hercules que pousa numa pista de neve com 4572 m de comprimento. No inverno não é muito comum aviões pousarem na estação. Geralmente usam um Twin Otter, pilotado pela Air Greenland para aterrar em Summit Camp.